# Port lotniczy Termez
Port lotniczy Termez – międzynarodowy port lotniczy położony w Termezie, w Uzbekistanie. 